# Francesca d'Orleans (princesa de Grècia)

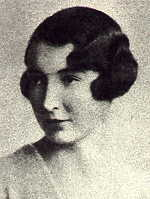
La princesa Francesca d'Orleans, princesa de Grècia.

Francesca d'Orleans, princesa de Grècia (París 1902 - 1953). Princesa de sang de França amb el tractament d'altesa reial de la Casa dels Orleans que esdevingué princesa de Grècia en una estranya unió entre una casa catòlica, els Orleans, i una casa ortodoxa, els Grècia.
Nascuda a París el dia de Nadal de l'any 1902, essent filla del príncep Joan d'Orleans i de la princesa Isabel d'Orleans. Francesca era neta per via paterna del príncep Robert d'Orleans i de la princesa Francesca d'Orleans mentre que per via materna ho era del príncep Felip d'Orleans i de la princesa Maria Isabel d'Orleans.
Anomenada Fatty en família es casà amb el príncep Cristòfor de Grècia l'any 1929 a la capella palatina de Palerm a Sicília. Cristòfor era fill del rei Jordi I de Grècia i de la gran duquessa Olga de Rússia. La parella tingué un únic fill:
- SAR el príncep Miquel de Grècia nascut l'any 1940 a Atenes. Està casat amb la pintora grega Marina Karella.

Cristòfor havia estat casat anteriorment amb la multimillonària nord-americana Nancy B. Leeds, posseïdora d'una de les principals fortunes de l'època basades en el ferrocarril i el ferro.
Cristòfor morí l'any 1941 a Atenes i ella s'instal·là a una propietat de la seva família al nord del Marroc, a la ciutat de Larache. L'any 1953 morí a París des d'aquell moment, el príncep Miquel, es traslladà a viure a Atenes on visqué a Tatoi amb els reis Pau I de Grècia i Frederica de Hannover.